# アーピラナ・ンガタ
アーピラナ・トゥルパ・ンガタ（Sir Āpirana Turupa Ngata, 1874年7月3日 - 1950年7月14日）はニュージーランドの著名な政治家。彼はしばしばマオリの政治家として、議会での経験が最も豊富であると言われており、マオリの文化と言語を促進し保護したことでも知られている。 
1897年、弁護士として活動した後に政界入りしたンガタは、のちに閣僚となるマーウイ・ポーマレを含む数多くのテ・アウテ・カレッジの同窓生とともにマオリ青年党を設立した。ここで彼は人々の伝統的な考えに挑戦し、科学とパーケハー方式の衛生のために伝統的な習慣と慣習的な治療法を放棄することを提唱し、論争の的となった。1905年に東部マオリのニュージーランド自由党（MP）議員に選出され、40年近くこの議席を保持した。1928年から1934年まで政府の先住民大臣を務め、マオリのためにできる限り多くの改革を達成しようとしたが、広く知られている支出スキャンダルのため大臣を辞任せざるを得なかった。それにもかかわらず、彼は1943年に労働党がマオリの議席を独占する中でラータナの候補者（労働党所属）のティアキ・オマナによって追放されるまで、東マオリの国会議員を続けた。当時69歳の彼は、ギスボーンから北に129キロ離れたンガーティ・ポロウの自宅に戻り、そこで四人の息子と四人の娘、多くの孫と暮らしていたが、7年後に亡くなった。 

## 若いころ
15人兄妹の一人だったンガタは、ニュージーランドのギズボーンの北約175キロメートルにある小さな海岸沿いの町テ・アラロア（当時はカワカワと呼ばれていた）に生まれた。彼のイウィはンガーティ・ポロウだった。父は部族の指導者で伝承の専門家であるパラテネ・ンガタ、母は遊行するスコットランド人アベル・ノックスの娘カテリナ・ナキ。ンガタは父と大叔父ロパタ・ワハワハ（東ケープ戦争で敵のパイ・マーリレ（一般にはハウハウとして知られる）に対して忠実なクーパパのンガーティ・ポロウ軍を率い、後にテ・コオティのチャタム諸島からの逃亡者を出した）の両方の影響を強く受けた。ンガタはマオリに囲まれた環境でマオリ語を話して育ったが、彼の父親はまた、この理解がンガーティ・ポロウの利益になると信じて、ンガタがパーケハーの世界について学ぶことを保証した。 
ンガタはワイオマタティニの小学校に通った後、テ・アウテ・カレッジに移り、パーケハー方式の教育を受けた。ンガタは良い成績を収め、その学問的成果によってカンタベリー大学（Canterbury University College、現在のUniversity of Canterbury）への奨学金を得て、政治学と法学を学んだ。マオリとして初めてとなるニュージーランドの大学での学位として、1893年に政治学のBAを取得した後、1896年にオークランド大学でLL.B.を取得して、マオリ、パーケハーを問わず、2度の学位を得た最初のニュージーランド人となった。 

## 結婚

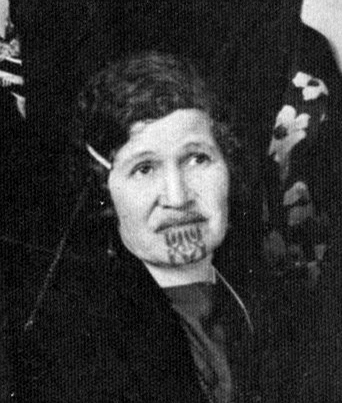
ンガタの妻アリヒア・カネ・タマティ

1895年、第二の学位（法学）を修了する前年に、ンガタは同じくンガーティ・ポロウ・イウィの16歳のアリヒア・カネ・タマティ（Arihia Kane Tamati）と結婚した。以前、ンガタはアリヒアの姉テ・リナ（Te Rina）と婚約していたが、彼女は亡くなっていた。アーピラナとアリヒアには6人の女の子と5人の男の子、総計11人の子がいた。 
ンガタの法的資格が認められて間もなく、ンガタ夫妻はワイオマタティニに戻り、家を建てた。ンガタはすぐに地域社会で有名になり、全国のマオリの社会的・経済的状況を改善するために多くの努力をした。マオリ文化の現代における位置づけについても広く著述している。同時に、土地管理と金融の分野を中心に、ンガーティ・ポロウ内での指導的役割を次第に獲得していった。 

## 政歴
ンガタが国政に関与した最初のきっかけは、自由党政権の内務大臣だったジェイムズ・キャロルとの親交だった。ンガタはキャロルが2つの法案を準備するのを助けたが、どちらもマオリが享受していた法的権利の拡大を意図したものであった。1905年の選挙では、ンガタ自身が東部マオリ選挙区の自由党候補者として現職のウィ・ペレに挑戦し、国会議員に選ばれた。 

### 初期のキャリア
| ニュージーランド議会 |                  |                  |                  |                        |
| 在任期間             | 任期             | 選挙区           | 選挙区           | 政党                   |
| 1905年–1908          | 16th (en)        | Eastern Maori    | Eastern Maori    | ニュージーランド自由党 |
| 1908年–1911          | 17th (en)        | Eastern Maori    | Eastern Maori    | ニュージーランド自由党 |
| 1911年–1914          | 18th (en)        | Eastern Maori    | Eastern Maori    | ニュージーランド自由党 |
| 1914年–1919          | 19th (en)        | Eastern Maori    | Eastern Maori    | ニュージーランド自由党 |
| 1919年–1922          | 20th (en)        | Eastern Maori    | Eastern Maori    | ニュージーランド自由党 |
| 1922年–1925          | 21st (en)        | Eastern Maori    | Eastern Maori    | ニュージーランド自由党 |
| 1925年–1928          | 22nd (en)        | Eastern Maori    | Eastern Maori    | ニュージーランド自由党 |
| 1928                 | 右の政党へ移籍： | 右の政党へ移籍： | 右の政党へ移籍： | 連合党                 |
| 1928年–1931          | 23rd (en)        | Eastern Maori    | Eastern Maori    | 連合党                 |
| 1931年–1935          | 24th (en)        | Eastern Maori    | Eastern Maori    | 連合党                 |
| 1935年–1936          | 25th (en)        | Eastern Maori    | Eastern Maori    | 連合党                 |
| 1936–1938            | 右の政党へ移籍： | 右の政党へ移籍： | 右の政党へ移籍： | 国民党                 |
| 1938年–1943          | 26th (en)        | Eastern Maori    | Eastern Maori    | 国民党                 |

ンガタc. 1905

ンガタは、すぐに議会で熟練した演説家としての地位を確立した。彼は友人のキャロルと密接に協力し、ロバート・スタウトとも密接に協力した。先住民委員会のメンバーであるンガタとスタウトは、マオリに対する政府の政策、特にマオリの土地の売却を奨励する政策にしばしば批判的であった。1909年、ンガタはジョン・サーモンドが先住民土地法を起草するのを手伝った。1909年末、ンガタは内閣に任命され、マオリ土地協議会の副大臣を務めた。1912年に自由党政権が倒れるまでこの職にあった。ンガタは野党になった自由党に在籍を続けた。第一次世界大戦では、ンガタは改革党の議員マーウイ・ポーマレと緊密に協力し、マオリの新兵を集めて大いに活躍した。ンガタ自身のンガーティ・ポロウは、ボランティアの中でも特に目立っていた。一部のイウィによるマオリの戦争への献身は、ンガタとポマレに起因する可能性があり、これが国を忠実に支持したイウィに対するパーケハーからのある程度の好意を生み出した。これは、後のンガタの土地問題解決の試みに役立った。 
野党ではあったが、改革党の議員たちとは比較的良好な関係にあった。特に1925年に首相に就任したゴードン・コーツや、後のワイカトのテ・プエア王女とは良好な関係にあった。マオリ目的基金管理委員会やマオリ民族学研究委員会のようないくつかの政府機関の設立は、ンガタの関与によるところが大きい。 

#### マオリの興味

エルズドン・ベスト、ジェームズ・イングラム・マクドナルド、ヨハネス・アンダースンの遠征中に、ンガタ邸でトゥクトゥクのパネルと並ぶンガタとテ・ランギ・ヒーロア。

ンガタは他にもさまざまな活動を行った。おそらく最も注目すべきは、彼が学界や文学界に関与していたことであろう。この時期に彼は重要なマオリ文化に関する多くの著作を発表しており、マオリの歌のコレクションであるンガ・モテアテア（Nga moteatea）は彼の最も有名な作品の一つである。ンガタもマオリの間でマオリ文化の保護と発展に深く関わり、テ・プエアが始めたハカ、ポイダンス、伝統彫刻の振興に特に力を注いだ。マオリ文化を提唱した理由の一つとして、全国に多くの新しい伝統的な集会所を建設することがあった。ンガタのもう一つの興味はマオリのスポーツの振興であり、これは部族間の競技やトーナメントを奨励することによって促進された。最後に、ンガタはニュージーランドの英国国教会内でマオリ問題を推進し、マオリの司教の創設を奨励した。1928年12月、フレデリック・ベネットは、ワイアプ教区の属司教として、「アオテアロアの司教」の称号を与えられた。ンガタとハーバート・ウィリアムズ司教は、マオリ語をニュージーランド大学での研究対象として認めるよう運動し、マオリ語の研究は1928年に教養学士号（bachelor of arts）の資格を得た。 
このすべてを通して、ンガタは彼のンガーティ・ポロウ・イウィの問題、特に土地開発に深く関与し続けた。彼は、複数の所有者がいる未使用のマオリの土地を農場経営者（多くの場合、農場を開発して運営したパーケハ）の下で合併する土地合併計画の確立に貢献した。政府内で、彼はテ・プエア・ヘランギと彼女の夫への農地4区画の移転を手配することができた。彼は彼女のワイカトのための農場開発を支援するために、助成金と政府融資を手配した。彼はパーケハー農場の経営者を解雇し、テ・プエアと交代させた。彼は彼女が家の周りを旅行できるように車を手配した。1934年、大恐慌のさなか、テ・プエアなどへの巨額の寄付に国民、メディア、議会は危機感を募らせた。王立委員会が開かれ、ンガタは支出と行政怠慢で有罪となったが、大規模なスキャンダルは発見されなかった。彼の1934年までの土地計画には50万ポンドの支出が含まれており、その大部分は回収可能であった。ンガタは1934年12月に辞任した。ンガタはマオリの人々の生活水準の向上を求めて戦い、三〇年代のニュージーランドの経済不況の間には、多くのマオリに仕事を提供し尊厳を回復する大規模な農場を開発するなど非常に活発に働いた。 
ンガタは1927年にナイト爵に叙されたが、キャロルとポマレに次いで、この栄誉を授かる3人目のマオリとなった。 

### 大臣歴

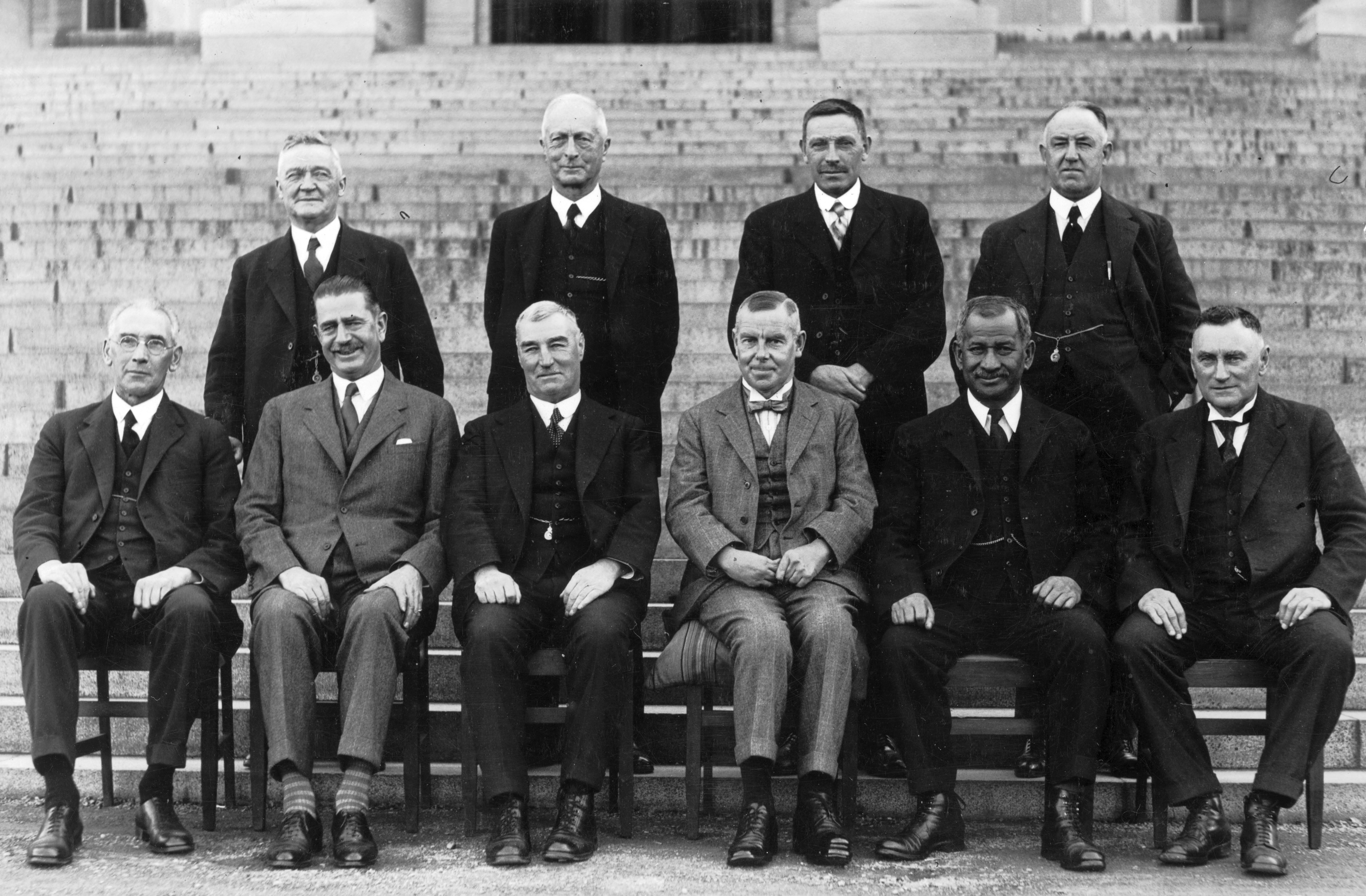
1931年の連合内閣。ンガタは、右から2番目の最前列に座っている。

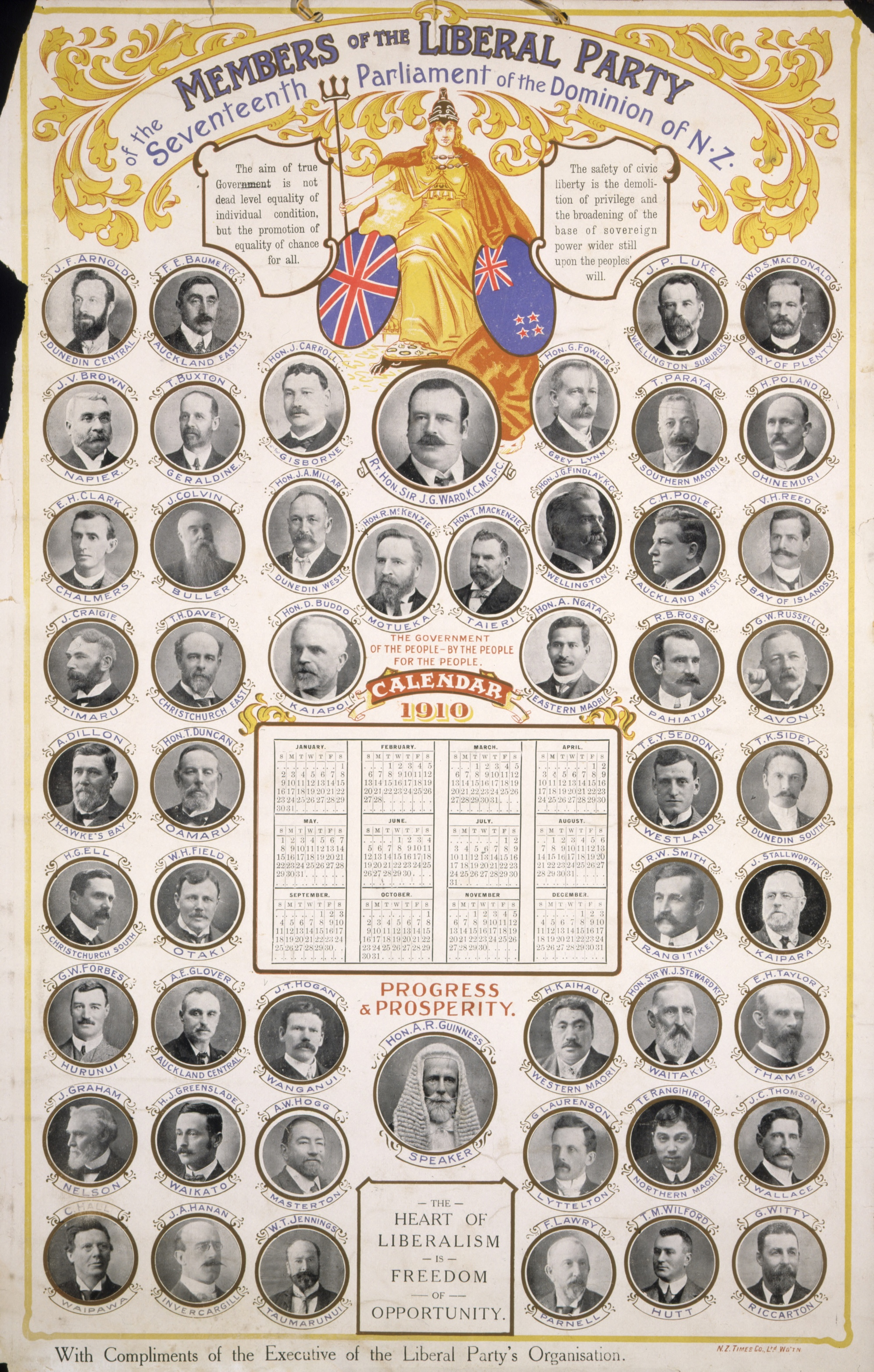
第17回議会の自由党52議員全員

1928年の総選挙で、統一党（ンガタが所属していた旧自由党が名称を変更した党）が予想外の勝利を収めた。内閣に返り咲き、マオリ大臣となった。内閣では第3位、時に副首相を務めた。ンガタは仕事に非常に熱心で、疲れ知らずで知られていた。彼の大臣としての仕事の多くは土地改革とマオリの土地開発の奨励に関係していた。ンガタはマオリ社会を活性化させる必要性を信じ続け、この目標に向けて精力的に活動した。1929年、妻と長男が病死。
1932年、ンガタと彼が率いる先住民省は、他の政治家から批判をますます受けるようになった。多くの人々は、ンガタがあまりにも早く政策を押し進めていると信じていた。ンガタが指示した大量の活動が、部署内の組織的な問題を引き起こした。ンガタの担当部署の調査が行われ、部下の1人による会計不正が発覚した。ンガタ自身は、しばしば進展を妨げていると感じていた公的規制を無視したことで、厳しく批判された。ンガタはンガーティ・ポロウとワイカト、特にテ・プエアとその夫ラウィリ・トゥモカイ・カティパにひいきをしたとも言われている。労働党の主要な政治家ボブ・センプルは、王立委員会の調査は、信頼の裏切りだけでなく、政治権力の濫用、不正行政、公的資金の不正流用の最悪の見本の1つを示したと述べた。ンガタは、個人的な不正を否定しながらも、自分の部署の行動に対する責任を認め、大臣の地位を解任された。
テ・プエアなどのマオリの指導者たちは、マオリの信用を傷つけ、辱めたために、ンガタに怒っていた。

## 後世と遺産
ンガタは内閣を辞任したが、まだ国会にとどまっていた。1935年には、国王ジョージ5世シルバージュビリーメダルを授与された。1935年の選挙で労働党が勝利を収め、ンガタは野党側となったが、新しい労働党政権は彼の土地改革プログラムの多くを継続した。ンガタは1943年の選挙まで議会に留まり、労働党のラータナの候補者ティアキ・オマナに敗れた。彼は1946年の選挙で再び立候補したが、落選した。
議員を辞職したにもかかわらず、ンガタは政治に関与し続けた。ピーター・フレイザー（労働党の首相）とアーネスト・コーベット（マオリ問題担当国務大臣）にマオリの事について助言を与え、1940年のワイタンギ条約100周年を祝った。第二次世界大戦では再びマオリの新兵を集める手助けをした。1950年6月22日に、彼は議会の上院である立法評議会に任命されたが、この時には病気のため就任することができなかった。
1953年11月1日、フカレレ女子中学校のSt. Michael and All Angels’ Chapel（聖ミカエルとすべての天使のチャペル礼拝堂）がアーピラナとンガタ夫人の設計指導により献堂された。
ンガタは1950年7月14日にワイオマタティニで亡くなった。彼はマオリの文化と言語に多大な貢献をしたことで知られている。彼の肖像はニュージーランドの50ドル紙幣に描かれている。
ランギオラ高校、タウランガ男子中学校、ロトルア中学校、カシミア高校、テ・アウテ・カレッジ（ンガタが通っていた）、テ・プケ高校、ワイヌイオマタ高校、オトゥモエタイ中学校など、いくつかの学校には彼の名にちなんで名付けられたハウスがある。
ンガタは、彼の進歩的保守主義の融合に追随する今日のあらゆる種類の政治家を刺激してきた。彼が褒めそやされたときに物議を醸したように、ンガタの遺産は依然として非常に複雑だ。マオリ語を広めるためのたゆみない努力を称賛する者は（特に白人を基盤とする右派の政治環境で）多いが、彼が非常に重要な決断を下す一方で、汚職や保守主義、彼のイウィの意見の全てを考慮していないことを批判し、あざけった者もいる。彼はまた、ウィンストン・ピーターズやドン・ブラッシュなどの右派政治家の見解に明らかな信用性を与えている。

## 家族

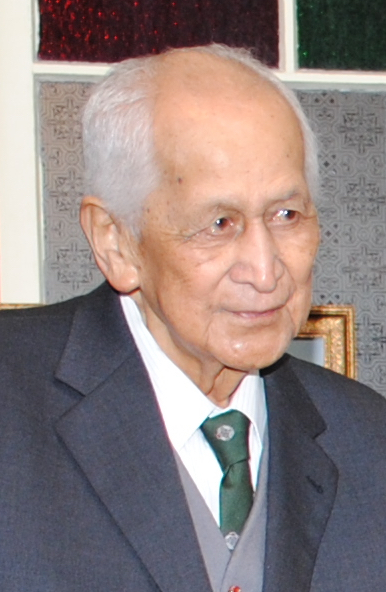
2011年5月のヘナレ・ンガタ（サー）

2009年10月19日、アーピラナ・ンガタの最後に遺された娘マテ・フアタヒ・カイワイ（Mate Huatahi Kaiwai, 旧姓ンガタ）がニュージーランドのイースト・ケープにあるルアトリアの住居で94歳で亡くなり、プケアロハ・ウルパで亡夫カウラ＝キ＝テ＝パカンガ・カイワイ（Kaura-Ki-Te-Pakanga Kaiwai）と息子のタナラ・カイワイ（Tanara Kaiwai）の隣に埋葬された。 
アーピラナ・ンガタの末子ヘナレ・ンガタ（Sir Henare Ngata, 1918年生まれ）は2011年12月11日に亡くなった。彼は1967年から69年まで党のマオリ副代表を務め、1969年には東マオリ選挙区の国民党候補として立候補した。 
ンガタの孫ホーリ・マフエ・ンガタは、広く使われているマオリ語-英語の辞書を書いた。

## 参考資料
- Binney, Judith (1995). Redemption Songs: A Life of Te Kooti Arikirangi Te Turuki. Auckland University Press
- Fry, Plantagenet Somerset (1994). The Dorling Kindersley History Of The World. Dorling Kindersley Ltd
- Gustafson, Barry (1986). The First 50 Years : A History of the New Zealand National Party. Auckland: Reed Methuen. ISBN 0-474-00177-6
- King, Michael (1977). Te Puea: A Biography. Auckland: Hodder and Stoughton. ISBN 0-340-22482-7
- King, Michael (2003). Te Puea. Reed Publishing
- Wilson, James Oakley (1985) [First ed. published 1913]. New Zealand Parliamentary Record, 1840–1984 (4th ed.). Wellington: V.R. Ward, Govt. Printer. OCLC 154283103